# Pośrednia Gerlachowska Przełączka
Pośrednia Gerlachowska Przełączka, także Pośrednia Gierlachowska Przełączka (słow. Prostredná Gerlachovská lávka, Lavínové sedlo) – wybitna przełączka znajdująca się w głównej grani słowackich Tatr Wysokich. Leży ona w północnej grani Zadniego Gerlacha i oddziela Gerlachowską Kopę od Wyżniej Wysokiej Gerlachowskiej. Na siodło Pośredniej Gerlachowskiej Przełączki nie prowadzą żadne znakowane szlaki turystyczne, dostępna jest jedynie dla taterników.
Jeszcze przed pierwszym wejściem turystycznym na szczycie byli żołnierze (być może z przewodnikami) w celu dokonania pomiarów kartograficznych.

## Historia
Pierwsze wejścia turystyczne:
- Janusz Chmielowski, Klemens Bachleda i Stanisław Stopka, 26 lipca 1904 r. – letnie,
- Pavel Krupinský i Matthias Nitsch, 22 marca 1936 r. – zimowe.

## Bibliografia

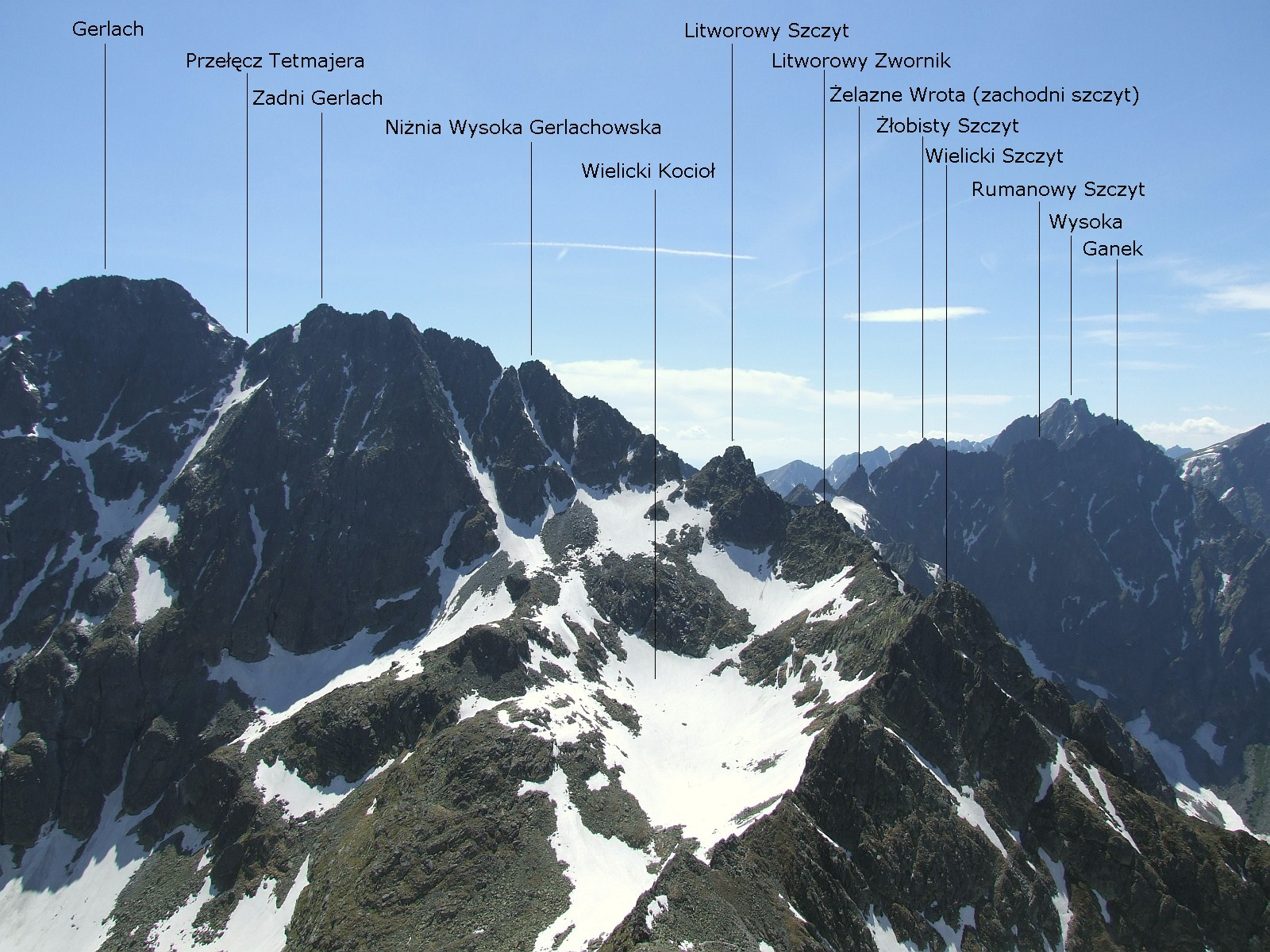
Pośrednia Gerlachowska Przełączka widoczna pomiędzy Gerlachowską Kopą a Wyżnią Wysoką Gerlachowską (drugi i trzeci wierzchołek na prawo od Zadniego Gerlacha)